# Larena
Larena è una municipalità di quinta classe delle Filippine, situata nella Provincia di Siquijor, nella regione di Visayas Centrale.
Larena è formata da 23 baranggay:
- Bagacay
- Balolang
- Basac
- Bintangan
- Bontod
- Cabulihan
- Calunasan
- Candigum
- Cang-allas
- Cang-apa
- Cangbagsa
- Cangmalalag

- Canlambo
- Canlasog
- Catamboan
- Helen (Datag)
- Nonoc
- North Poblacion
- Ponong
- Sabang
- Sandugan
- South Poblacion
- Taculing